# 빅토르 요케레스
빅토르 에이나르 요케레스(스웨덴어: Viktor Einar Gyökeres, 스웨덴어 발음: [ˈvɪ̌kːtɔr ˈjø̂ːkɛrɛs], 1998년 6월 4일~)는 스웨덴의 축구 선수로 포지션은 공격수이다. 현재 프리미어리그의 아스널 FC와 스웨덴 축구 국가대표팀에서 활동하고 있다. 대한민국에서는 헝가리어계 성 '요케레스(스웨덴어: Gyökeres, 헝가리어: Gyökeres 죄케레시[*])'에 일반적인 스웨덴어 표기법을 적용한 빅토르 예케레스로도 알려져 있다.
2015년 IF 브롬마포이카르나에서 프로 축구 선수 경력을 시작했고 3년 뒤 2018년 1월 브라이턴 & 호브 앨비언 FC으로 이적했다. 2021년 7월 브라이턴 & 호브 앨비언에서 코번트리 시티 FC로 이적했고 2023년 2,000만 유로(약 299억 원)로 구단 역대 최고 이적료 지출 기록을 갱신하며 스포르팅 CP로 이적했다. 그는 스포르팅에서의 첫 번째 시즌인 2023-24 시즌에 스포르팅의 프리메이라리가 우승에 기여했고 리그에서 33경기에 출전해 29득점을 기록하며 2023-24 시즌 프리메이라리가 득점왕, 2023-24 시즌 LPFP 프리메이라리가 올해의 선수에 선정되었다.
요케레스는 스웨덴의 연령별 축구 대표팀을 거쳤고 2017년 UEFA U-19 축구 선수권 대회에서 3득점을 기록하며 벤 브레레톤 디아스, 라이언 세시니온, 요엘 피루와 함께 공동 득점왕에 선정되었다. 그는 2019년 스웨덴 축구 국가대표팀에 데뷔했다.

## 개인사
요케레스의 할아버지는 헝가리에서 스웨덴으로 이민을 간 헝가리계 스웨덴인이며 그는 헝가리와 스웨덴의 시민권을 모두 가지고 있다. 아버지 스테판 요케레스(스웨덴어: Stefan Gyökeres)는 1980년대와 90년대에 IFK 외스테르순드와 스투군스 SK에서 활동했던 축구 선수였다.
요케레스는 2018년 브라이턴 & 호브 앨비언 FC으로 이적할 당시 브라이턴 여성팀의 선수였던 아만다 닐덴과 연인 관계를 가지고 있었다. 이후 2024년 1월 포르투갈의 방송사 CMTV는 요케레스가 포르투갈의 배우 이네스 아기아르와 사귀고 있다고 보도했다.

## 수상

#### 브롬마포이카르나
- 수페레탄 : 2017

#### 스포르팅
- 프리메이라리가 : 2023-24, 2024-25

### 개인
- EFL 챔피언십 시즌의 팀 : 2022-23
- PFA 챔피언십 시즌의 팀 : 2022-23
- UEFA U19 유로 득점왕 : 2017
- UEFA U19 유로 토너먼트의 팀 : 2017
- 프리메이라리가 득점왕 : 2024-25
- 프리메이라리가 최우수 선수 : 2024-25
- 프리메이라리가 올해의 팀 : 2024-25
- 타사 다 리가 득점왕 : 2024-25
- 스웨덴 올해의 선수 : 2024
- 스웨덴 올해의 공격수 : 2023, 2024